# Signum Regis
Signum Regis je slovaška power metal skupina. Leta 2007 jo je ustanovil bas kitarist Ronnie König. Navadno jih označujejo za power metal skupino, a bi njihovo glasbo lahko opredelili tudi kot melodični metal z vplivi heavy metala. Večina članov je prej delovala v metal skupini Vindex.

## Zgodovina
Leta 2007 je Ronnie König s pevcem Göranom Edmanom ustanovil skupino. Naslednje leto sta izdala istoimenski prvenec pri založbi Locomotive Records.
Leta 2015 je skupina sodelovala v tekmovanju Spark Fresh Blood, ki so ga organizirali rock-revija Spark, pivovarna Budweiser Budvar in Bandzone.cz. Po uvrstitvi med dvanajst najboljših so 14. novembra 2015 nastopili na koncertu III.Finals Concert v Liberecu na Češkem. Januarja 2016 so jih razglasili za zmagovalno skupino tekmovanja.
11. septembra 2018 je skupina sporočila, da jo zapušča glavni pevec Mayo Petranin.  Novi pevec je junija 2019 postal João "Jota" Fortinho.
Do sedaj zadnji album "The Seal of a New World" je izšel 22. novembra 2019, in požel pozitivne kritike.

## Člani skupine
Trenutni člani
- Jota Fortinho  – glavni vokal
- Ronnie König – bas kitara
- Filip Koluš – električna kitara
- Ján Tupý – klaviature in spremljevalni vokal
- Jaro Jančula – bobni

Nekdanji člani
- Mayo Petranin – vokal
- Ado Kaláber – električna kitara
- Luděk Struhař – bobni
- Adrian Ciel – bobni

Gostujoči pevci
- Göran Edman
- Lance King [22]
- Michael Vescera
- Matt Smith
- Daísa Munhoz
- Eli Prinsen
- Samuel Nyman
- Thomas L. Winkler
- David Åkesson

Drugi
- Libor Krivák – glavna kitara (Symphonity)
- Ivo Hofmann – klaviature (Symphonity)
- Magnus Karlsson – električna kitara

## Diskografija
- Signum Regis  (2008)
- The Eyes of Power  (2010)
- Exodus  (2013)
- Through The Storm (EP)  (2015)
- Chapter IV: The Reckoning  (2015)
- Decennium Primum  (2017)
- Addendum Primum (EP)  (2017)
- The Seal of a New World  (2019)